# عملية هاربون (2002)
```
كانت 
عملية هاربون
 هي الاسم الرمزي لعملية عسكرية أمريكية كنديّة مشتركة جرت في مارس 2002 في مقاطعة بكتيا، 
أفغانستان
. وقعت هذه العملية في نفس المنطقة تقريبا التي اجريت فيها 
عملية أناكوندا
. كانت أيضا أول مهمة قتالية كندية رئيسية منذ نصف قرن.
[
1
]
```

## العملية
بدأت العملية في الساعات الأولى من 13 مارس باستخدام القوات البرية والجوية للقضاء على جيوب مقاومة طالبان والقاعدة في جبال أرما في شرق أفغانستان. كان العنصر الأرضي عبارة عن كتيبة كندية وقوات أمريكية من الضابط رقم 187 من 101 تحت قيادة اللفتنانت كولونيل بات ستوغران، الضابط القائد للجبهة 3 PPCLI .
في 14 مارس 2002 ، قادت القوات الكندية وهي واحدة من فصائله الأمريكية إلى مجمع الكهوف، حيث شرع الأمريكيون في تدمير العديد من المخابئ. كما قامت القوات الكندية والأمريكية بالتحقيق في 30 كهفا وأربعة مواقع لقذائف الهاون نتج عنها ثلاثة إصابات في صفوف العدو. لم يكن هناك ضحايا للائتلاف.